# Baryphthengus
Baryphthengus es un género de aves en la familia Motmotidae. Agrupa dos Especies de aves nativas de las selvas de América Central y Sudamérica.

## Especies
Se distinguen las siguientes especies:
- Baryphthengus martii (Spix, 1824) -- Momoto yeruvá occidental[2]
- Baryphthengus ruficapillus (Vieillot, 1818) -- Momoto yeruvá oriental[2]

## Etimología
Baryphthengus, de voz profunda o grave y deriva de “barýs”, pesado, profundo y “phthóngos”, voz sonido; haciendo referencia a su vocalización como de búho.